# Shirako (gastronomie)
Le shirako (白子) (littéralement « enfants blancs ») est un mets culinaire de la cuisine japonaise composé du sac contenant la laitance — le sperme — de poisson,. Il s'agit des sacs de sperme et des liquides séminaux de poissons et de mollusques. 
Shirako se traduit aussi par "laitance" ou "œufs mous" ("Fischmilch", lait de poisson en allemand).
Au Japon, les spermes de poisson les plus courants sont ceux de la morue (鱈 (tara)), de la baudroie (鮟鱇 (ankō)), du saumon (しゃけ (sake)), du calmar (烏賊 (ika)) et du poisson-globe (河豚 (fugu)).
Le shirako est une spécialité japonaise servie crue ou frite, sur du riz, en tempura, en sushi ou en accompagnement. 

## Étymologie
Le terme shirako est composé des idéogrammes kanji 白 (shira), « blanc », et 子 (ko), « enfant ». En caractères hiragana il s'écrit : しらこ. 

## Composition et propriétés
Le shirako est riche en protéines et légèrement gras.
Le shirako contient environ 75 % d'eau, jusqu'à 5 % de matières grasses et de nombreuses protéines essentielles, telles que la protamine (histone), la nucléoprotéine et les polyamines. Riche en acides aminés, en phosphore et en vitamine B, la laitance est parfois administrée comme complément alimentaire.
Le shirako est réputé stimuler l'activité sexuelle, avec un effet aphrodisiaque et stimulant pour la libido.

## Anthropologie culinaire
Au Japon, le shirako est considéré comme un mets culinaire fin et délicat.

## Dans le monde
Des équivalents du shirako sont également cuisinés et consommés, sous d'autres noms rattachés à la laitance, dans les cuisines coréenne, indonésienne, russe, française, italienne et sicilienne, et d'autres cuisines européennes.